# Campeonato Cearense de Futebol de 2024 - Série C
O Campeonato Cearense de Futebol - Terceira Divisão de 2024 foi a 21.ª edição do torneio, organizado pela Federação Cearense de Futebol. A competição finalizou em 18 de agosto com o inédito título de campeão sendo conquistado pela equipe do Quixadá, que bateu a equipe do Crato por 2–0 na final. Ambos os finalistas foram premiados com duas vagas para a Segunda Divisão de 2025. Ao todo, sete equipes disputaram a competição.

## Regulamento
O Campeonato é dividido em três fases: Primeira Fase, Semifinal e Final.
Na Primeira Fase, os sete clubes jogarão entre si em partidas de ida onde os quatro melhores colocados avançarão para a Fase Semifinal. Em caso de empate em pontos ganhos entre dois ou mais clubes ao final da Primeira Fase, o desempate, para efeito de classificação, será efetuado observando-se os critérios abaixo:
1. maior número de vitórias;
2. melhor saldo de gols;
3. maior número de gols pró;
4. menor número de cartões vermelhos;
5. menor número de cartões amarelos;
6. sorteio.

A Semifinal será disputada em partidas de ida e volta com os seguintes cruzamentos:
- Grupo B: 1º colocado x 4º colocado.
- Grupo C: 2º colocado x 3º colocado.

Os dois clubes vencedores dos confrontos ascenderão a Série B de 2025 e se enfrentarão na final, disputada em partida única com o seguinte confronto:
- Vencedor B x Vencedor C.

O clube vencedor da Fase Final será atribuído o título de Campeão Cearense da Série C de 2024. Ao clube perdedor da fase final será atribuído o título de Vice-campeão Cearense da Série C de 2024.

## Participantes
| Aliança Atlética Futebol Clube                                                                       | Beberibe          | n/a           | João Ronaldo (3 330) | 0 (não possui) |
| Crato Esporte Clube                                                                                  | Crato             | 10º (Série B) | Mirandão (10.000)    | 0 (não possui) |
| Esporte Clube Limoeiro                                                                               | Limoeiro do Norte | 8°            | Bandeirão (5.000)    | 0 (não possui) |
| Itarema Esporte Clube                                                                                | Itarema           | n/a           | Dedézão (4.000)      | 0 (não possui) |
| Quixadá Futebol Clube                                                                                | Quixadá           | n/a           | Abilhão (5 000)      | 0 (não possui) |
| Sociedade Esportiva e Cultural Terra e Mar Clube                                                     | Fortaleza         | 4º            | Elzir Cabral (4 000) | 0 (não possui) |
| Tianguá Esporte Clube                                                                                | Tianguá           | n/a           | Mouraozão (2 500)    | 1 (2016)       |
| Aliança Crato Esporte Limoeiro Itarema Quixadá Terra e Mar TianguáLocalização das equipes do estado. |                   |               |                      |                |

## Primeira fase
| Pos | Equipe           | Pts | J | V | E | D | GP | GC | SG  | Classificado |     | QUI | ESL | CRA | TEM | TIA | ALI | ITA |
| --- | ---------------- | --- | - | - | - | - | -- | -- | --- | ------------ | --- | --- | --- | --- | --- | --- | --- | --- |
| 1   | Quixadá          | 16  | 6 | 5 | 1 | 0 | 10 | 3  | +7  | Próxima fase |     | —   | 1–0 |     | 2–1 |     |     | 2–0 |
| 2   | Esporte Limoeiro | 13  | 6 | 4 | 1 | 1 | 8  | 3  | +5  | Próxima fase |     |     | —   | 2–0 |     | 1–0 |     | 2–0 |
| 3   | Crato            | 10  | 6 | 3 | 1 | 2 | 12 | 7  | +5  | Próxima fase |     | 2–2 |     | —   | 1–2 |     |     | 6–0 |
| 4   | Terra e Mar      | 9   | 6 | 3 | 0 | 3 | 12 | 11 | +1  | Próxima fase |     |     | 1–2 |     | —   | 2–4 | 4–1 |     |
| 5   | Tianguá          | 9   | 6 | 3 | 0 | 3 | 8  | 7  | +1  |              |     | 0–2 |     | 0–1 |     | —   | 2–1 |     |
| 6   | Aliança          | 4   | 6 | 1 | 1 | 4 | 5  | 10 | −5  |              | 0–1 | 1–1 | 1–2 |     |     | —   |     |     |
| 7   | Itarema          | 0   | 6 | 0 | 0 | 6 | 1  | 15 | −14 |              |     |     |     | 1–2 | 0–2 | 0–1 | —   |     |

## Fase final
Em itálico, as equipes que possuem o mando de campo no primeiro confronto ou no jogo único; em negrito as equipes vencedoras.
|  | Semifinais       | Semifinais | Semifinais | Semifinais |   |         | Final | Final |
|  |                  |            |            |            |   |         |       |       |
|  | Terra e Mar      | 0          | 0          | 0          |   |         |       |       |
|  | Quixadá          | 5          | 1          | 6          |   |         |       |       |
|  | Quixadá          | 5          | 1          | 6          |   | Quixadá | 2     |       |
|  |                  |            |            |            |   | Quixadá | 2     |       |
|  |                  | Crato      | 0          |            |   |         |       |       |
|  | Crato            | Crato      | 0          | 0          | 1 | 1       |       |       |
|  | Crato            |            |            | 0          | 1 | 1       |       |       |
|  | Esporte Limoeiro | 0          | 0          | 0          |   |         |       |       |

## Premiação
| Campeão Cearense Série C de 2024 |
| -------------------------------- |
| Quixadá Campeão (1.º título)     |

## Estatísticas

### Artilharia
| Posição | Jogador     | Time             | Gols |
| ------- | ----------- | ---------------- | ---- |
| 1       | Gleryston   | Quixadá          | 5    |
| 2       | Alan Victor | Crato            | 4    |
| 2       | Dico        | Quixadá          | 4    |
| 4       | Dalvan      | Esporte Limoeiro | 3    |
| 4       | Gil         | Terra e Mar      | 3    |
| 4       | Kauan       | Quixadá          | 3    |
| 4       | Mohamed     | Crato            | 3    |
| 4       | Pablo       | Terra e Mar      | 3    |
| 4       | Wendel      | Tianguá          | 3    |

### Hat-tricks
| Jogador     | Clube   | Adversário  | Placar  | Data        | Ref.  |
| ----------- | ------- | ----------- | ------- | ----------- | ----- |
| Alan Victor | Crato   | Itarema     | 6–0 (C) | 20 de julho | [ 3 ] |
| Wendel      | Tianguá | Terra e Mar | 2–4 (F) | 20 de julho | [ 4 ] |